# Едгар Норверт

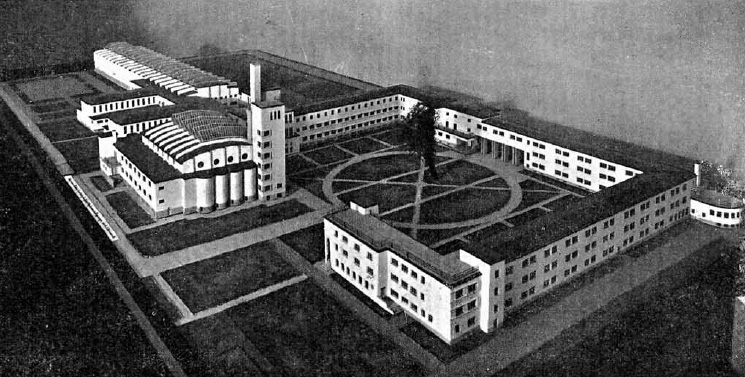
Макет будинку Центрального інституту фізичного виховання у Варшаві. Проєкт реалізовано у 1928—1929 роках

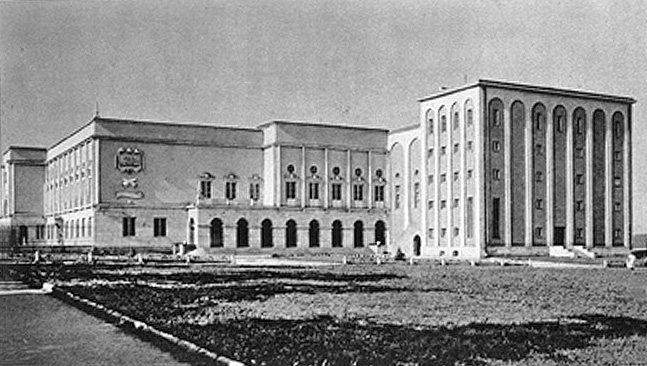
Дім фізичного виховання ім. Пілсудського, Кельці

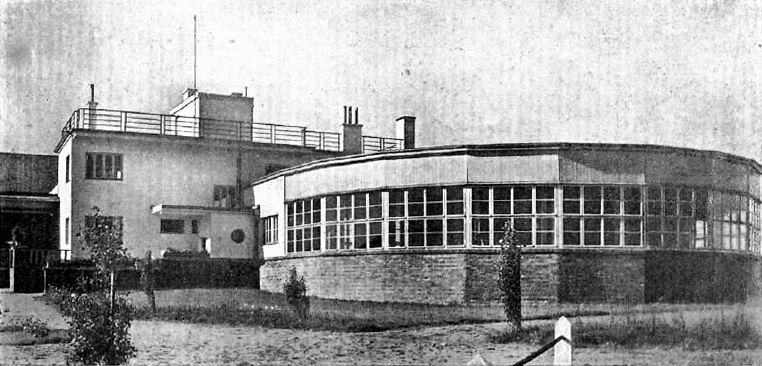
Офіцерське казино в Цетневі

Едгар Александер Норверт (Edgar Aleksander Norwerth, 7 травня 1884, Женева — 19 вересня 1950, Варшава) — польський архітектор, художник, публіцист, педагог.

## Біографія
Народився 7 травня 1884 року в Женеві (за іншими даними у місті Коппе під Женевою) у сім'ї юриста Яна Норверта і Отилії з Костецьких. Наприкінці XIX ст. сім'я переїхала до Москви, де Едгар Норверт закінчив Імператорське інженерне училище. У 1908—1910 роках працював помічником архітектора Олександра Гребенщикова. Згодом, до 1913 року навчався екстерном в Інституті цивільних інженерів у Петербурзі. Навчання не закінчив. У 1917—1924 роках викладач петербурзького Інституту цивільних інженерів (за іншими даними — московського інституту). Викладав також у Московському політехнічному та Московському жіночому політехнічному інститутах. Від 1920 року викладав у ВХУТЕМАСі, де був першим деканом архітектурного факультету.
10 травня 1918 року прийнятий на роботу до Архітектурної майстерні Московської міської ради, очолюваної Іваном Жолтовським і Олексієм Щусевим. У цей час проєктував промислові споруди для програми ГОЕЛРО, під керівництвом Щусева працював при спорудженні Казанського вокзалу в Москві. Захоплювався створенням екслібрісів методами аквафорти і деревориту, експонував роботи на виставках. Брав участь у низці архітектурних конкурсів. Публікував праці у журналах «Художественная жизнь», «Архитектура», збірках «Удешевленное строительство» і «Рабочее жилищное строительство». Робота Норверта ще студентських часів з'явилась у збірці Інституту цивільних інженерів від 1914 року.
У серпні 1924 року разом із дружиною виїхав на з'їзд архітекторів до Лондона, звідки до Радянського Союзу вже не повернувся, а перебрався до Варшави. Однією з перших значних робіт польського періоду був проєкт генплану Любліна, призначений для конкурсу 1925 року, де здобув перше місце. У 1926—1930 роках був професором Варшавської політехніки. У 1930—1932 роках був членом ради варшавського Інституту пропаганди мистецтва. Рання творчість Норверта позначена тяжінням до історичних стилів. Поступово перейшов до поміркованого функціоналізму. 1929 року брав участь у загальній крайовій виставці в Познані, 1932 року — на виставках у Венеції і Лос-Анджелесі. Входив до складу журі першого конкурсу на проєкт костелу Провидіння у Варшаві (1929), другого (закритого) конкурсу на проєкт костелу Провидіння (1931). Від 1937 року представляв Міністерство військових справ у комісії зі створення Регіонального плану забудови Волині.
Едгар Норверт активно співпрацював із варшавським часописом «Architektura i Budownictwo», де вийшли його статті на тему польської і радянської архітектури, архітектурної освіти. Стаття 1929 року про вроцлавську виставку «WUWA» була перекладена німецькою мовою, опублікована майже повністю у «Breslauer Zeitung» і скорочено у «Schlesische Monatschefte». Розповсюджувалась також в окремому передруку. Були також статті у газеті «Gazeta Polska», часописах «Stolica», а від 1935 року — у часописі «Arkady».
Був одружений з Марією Семенівною Норверт (прізвище від першого шлюбу Мазінг). Помер у Варшаві 19 вересня 1950 року. Похований на Повонзківському цвинтарі.

## Роботи
- Будинок Головного казначейства в Петербурзі (1911).[1]
- Євангелістська жіноча лікарня в Петербурзі (1912).[1]
- Чернігівська губернська земська управа (1912).[1]
- Клуб у Тбілісі (1913).[16]
- Торговий дім у Нижньому Новгороді (1914).[1]
- Дім Вітебського дворянського зібрання (1914).[16]
- Московський народний банк (1915, 1 премія на конкурсі).[1]
- Конкурсний проєкт будинку бактеріологічного інституту у Смоленську (1915).[1]
- Міський театр у Саратові (1915).[1]
- Оренбурзька повітова земська управа (1915).[1]
- Дім інвалідів у Москві, перша премія на конкурсі проєктів (1916).[1]
- Проєкт театру в місті Кімри (1918).[17]
- Конкурсний проєкт профшколи ім. Толстого у Ясній Поляні (1919).[6]
- Робота над проєктом перепланування центрального району Москви, 1920-ті роки. Проводилась спільно з Борисом Коршуновим в Архітектурних майстернях Московської міської ради.[18]
- Ляпінська електростанція в Ярославлі (фактично — перша черга). Проєкт створений у рамках ГОЕЛРО 1921 року, реалізований у 1923—1926. У проєктуванні взяв участь інженер Мокршанський. Споруда вирішена без оздоб, у суто функціонально-обумовлених формах. У подальшому  перебудована за проєктом інших архітекторів.[19]
- Конкурсний проєкт зразкових будинків для робітників у Москві (1922—1923).[4]
- Конкурсний проєкт павільйонів всеросійської сільськогосподарської виставки у Москві.[6] Зокрема було збудовано павільйон Азербайджану, прикрашений нафтовою вишкою (1923).[20]
- Котельна електропередач МОГЭС на Шатурській ГРЕС (1924).[21]
- Проєкт комплексу житлових будинків кооперативу «Jedność» на розі вулиць Фільтрової і Сухої у Варшаві. Створений для закритого конкурсу 1925 року, де здобув четверте місце.[22]
- Перше місце на конкурсі проєктів генплану Любліна 1925 року.[23] Організатори відзначили ідею розвитку радіальної і кільцевої мережі комунікацій. Проєкт ліг в основу подальших робіт люблінського магістрату. В архіві Міської урбаністичної майстерні зберігся лише фрагмент, який представляє проєкт детального планування Лук Татари.[24]
- Проєкт Народного дому в Лодзі, створений для конкурсу 1926 року. Співавтор Станіслав Бардзький. Не здобув відзнак, але був придбаний журі.[25]
- Проєкт мурованої зразкової православної церкви, 1927 рік. Створений для конкурсу, оголошеного польським Міністерством освіти і віровизнань. Не здобув відзнак, але був придбаний організаторами. Журі відзначило хороший план і переріз, але «надмірну» архітектуру.[26]
- Будинок Центрального інституту фізичного виховання (пізніше AWF) на вулиці Маримонцькій у Варшаві в місцевості Бєляни. Збудований у 1928—1929 роках. Стилістично поєднує функціоналізм із рисами класицизму.[27] Серед особливостей — найбільша на той час у Європі спортивна зала, довжиною 130 м, перекрита без внутрішніх опор. Первинний проєкт передбачав також будівництво критого басейну, стадіону, веслувальної доріжки, низки павільйонів, фонтану. Повністю задум не було реалізовано.[28] Макет будівлі експонувався на варшавській виставці військового будівництва у листопаді 1933 року.[29] Після війни Норверт займався відбудовою комплексу, яку частково закінчено 1948 року. Уже після смерті Новерта за його проєктом споруджено нове крило жіночого інтернату, а також крило чоловічого, перебудовано другий поверх головного копусу для семінарських зал і наукових закладів, перебудовано два стадіони, надбудовано другий поверх двох житлових будинків.[30]
- Ескіз тимчасового виставкового павільйону Інституту пропаганди мистецтва на вулиці Крулевській у Варшаві. Призначений для закритого конкурсу 1931 року серед чотирьох запрошених претендентів. Не був прийнятий до реалізації.[31]
- Вокзал Бендзін-място у Варшаві (1927—1931).[32] Проєкт експонувався на виставці SAP у Варшаві 1927 року.[33]
- Дім фізичного виховання і військової підготовки ім. Маршалка Пілсудського в Кельцях (будувався від 1932).[34]
- Офіцерське казино в Цетневі (1931—1933).[35]
- Перебудова церкви у Згєжу на гарнізонний костел. 1932—1933 роки.[36]
- Санаторій для офіцерів у Трускавці. Збудований у стилі функціоналізму у 1932—1933 роках. Статичні розрахунки конструкцій виконав В. Клісецький, будівництвом керував З. Шрамм.[37]
- Проєкт перебудови церкви у Скерневицях на гарнізонний костел. 1933 рік.[38]
- Проєкт польового вівтаря для Модлина. 1933 рік.[39]
- Проєкт перебудови гарнізонного костелу в Луцьку. 1933 рік.[40]
- Ескізний проєкт будинку Фонду військового квартирування на вулиці Краківське передмістя, 11 у Варшаві. Призначений для закритого конкурсу 1933 року.[41]
- Огорожа будинку Міністерства військових справ на вулиці Нововєйській у Варшаві. 1933 рік.[42]
- Проєкт 1933 року на забудову теренів вулиці Топольової у Варшаві. Передбачено також пам'ятник авторства М. Любельського.[43]
- Корпус Генеральної інспекції збройних сил («G. I. S. Z.») у Варшаві (1933).[44]
- Санаторій для військових, хворих на туберкульоз в Отвоцьку на вулиці Боровій. Проєкт 1932 року, реалізований до 1935.[45]
- Перебудова Публічної бібліотеки у Варшаві. Проєкт частково реалізовано до 1949 року.[6]
- Реконструкція Інституту біології людини у Варшаві (1949).[6]
- Реконструкція фабрики легких бетонів у містечку Лазиська-Гурне (1950).[6]
- Конкурсний проєкт забудови ділянки на вулиці Фільтровій у Варшаві. Четверте місце.[3]
- Проєкт комплексу казарм у Кельцях.[46]
- Проєкт забудови теренів Фонду військового квартирування біля аеродрому в місцевості Окенце у Варшаві.[47]
- Проєкт забудови теренів Фонду військового квартирування біля цитаделі у Варшаві.[47]

## Статті Едгара Норверта
- Конкурс проектов народного дома // Художественная жизнь. — 1919. — № 1. — С. 26-27.
- К вопросу о популярной литературе по архитектуре // Художественная жизнь. — 1919. — № 1. — С. 24—25.
- Architektura przemysłowa // Architektura i Budownictwo. — 1926. — № 7.
- T. Gesteschi. Der tiolzbau. Julius Springer. Berlin 1926 // Architektura i Budownictwo. — 1927. — № 4.
- Architektura a społeczeństwo // Kurjer Warszawski. — 20 czerwca 1927.
- Plac saski, jako pomnik «bojownikom o niepodległość ojczyzny» // Architektura i Budownictwo. — 1927. — № 3.
- Przesłanki socjologiczne architektury współczesnej // Droga. — 1927. — № I—III.
- Dokoła nowego klasycyzmu // Architektura i Budownictwo. — 1927. — № 2.
- Konkurs na budowę gmachu Ministerstwa Robót Publicznych i Banku Gospodarstwa Krajowego // Architektura i Budownictwo. — 1927. — № 10.
- «Kompozycja» w regulacji Warszawy // Architektura i Budownictwo. — 1929. — № 2—3.
- Konkurs na gmach Ministerstwa Spraw Zagranicznych w Warszawie // Architektura i Budownictwo. — 1929. — № 8.
- Architektura wystawowa // Architektura i Budownictwo. — 1929. — № 11—12.
- Budownictwo sportowe w Niemczech // Architektura i Budownictwo. — 1930. — № 11.
- Na fałszywej drodze // Architektura i Budownictwo. — 1932. — № 7.
- Stanowisko Stowarzyszenia Architektów Polskich // Architektura i Budownictwo. — 1932. — № 9.
- Jan Bystroń «Dzieje Obyczajów w dawej Polsce» // Architektura i Budownictwo. — 1933. — № 4.
- Architektura w ZSRR // Architektura i Budownictwo. — 1933. — № 2.
- Architekt sowiecki o architektach polskich // Architektura i Budownictwo. — 1933. — № 1.
- Budownictwo wojskowe // Pion. — 1933. — № 10.